# 宮澤弘幸・レーン夫妻軍機保護法違反冤罪事件
宮澤弘幸・レーン夫妻軍機保護法違反冤罪事件（みやざわひろゆき・レーンふさい ぐんきほごほういはんえんざいじけん）は、1941年（昭和16年）に発生した軍機保護法違反罪の冤罪事件。宮澤・レーン事件と通称される。

## 人物

### 宮澤弘幸
宮澤弘幸（みやざわ ひろゆき）は、1918年（大正7年）、東京府生まれ。中学の学籍簿に「思想堅固」と記されるような愛国青年であった。
1937年（昭和12年）、北海道帝国大学（北大）予科に入学。1940年に修了し、同大学工学部に進学。外国人教師らと積極的に交流を持ち、英語・ドイツ語・フランス語を学ぶ。さらに人類学者マライーニの一家と交際してイタリア語も習得したほか、マライーニとは自転車旅行で二風谷を訪れ、雪山登山にも挑戦している。
やがて宮澤は外地に関心を抱き、樺太での海軍工事に参加したり、オタスの杜を訪ねたりした。また、執筆した「大陸一貫鉄道論」が入選して満州を旅行し、その報告記は北大学生新聞に連載された。習志野の陸軍戦車学校での体験記「戦車を習ふ」を学生新聞に寄稿したこともあった。

### レーン夫妻
ハロルド・レーンはクエーカー教徒であり、第一次世界大戦の折は平和主義の信条に基づいて良心的兵役拒否の立場を貫いた。
1921年（大正10年）、北大予科の英語教師に採用されたハロルドは、宣教師G・M・ローランドの自宅に逗留することとなった。またローランドの娘ポーリンは、前夫が急逝したため、長女とともに実家で暮らしていた。こうして出逢ったハロルドとポーリンは、翌1922年（大正11年）に結婚し、やがて5人の娘に恵まれた。
レーン家の娘たちは師範学校付属小学校、北星女学校へと通い、卒業後は順次アメリカに渡っていった。年長の娘たちを送り出した夫妻は、一番下の双子の姉妹や、ハロルドの父ヘンリーとともに、北大の外国人教師官舎で暮らした。

## 心の会
1939年（昭和14年）6月、北大内にて心の会（ソシエテ・ド・クール）が発足した。これは外国人教師や学生たちが外国語を使って議論し、交流するサークルで、主に参加者の家を会場として、週に1回ほど集会が開かれた。レーン夫妻は会の発足時から参加しており、海外旅行と語学を好む宮澤も加わった。またレーン夫妻は、金曜日の夜になると官舎を学生に開放して交流を図っており、宮澤はそちらにも積極的に顔を出していた。
しかし排外主義が横行する時節柄、彼らの活動は当局から目をつけられており、心の会の集まりのさなかに特別高等警察（特高）が訪ねてくることもあった。レーン夫妻に対してはアメリカ本国からたびたび引き上げ勧告がなされており、また親しい日本人からも帰国を勧められていたが、北大との雇用契約期間がまだ残っていることと、同居している病身の父の容体が長旅に耐えられるほど芳しくないことを理由に、夫妻は札幌に残留していた。

## 事件当日
1941年（昭和16年）、宮澤は北大工学部電気工学科に在籍する2年生となっていた。
12月8日の朝、太平洋戦争の開戦をラジオで知った宮澤は、円山の下宿からレーン夫妻の住まう官舎に駆けつけた。おそらく宮澤は、いよいよ「敵国人」となったレーン夫妻のことが気がかりで、何か言葉をかけずにはいられなかったものと思われる。夫妻と一言二言ばかりの短い会話をし、それから立ち去ろうとして歩き出した宮澤は、現れた数人の特高警察によって取り押さえられ、逮捕された。
レーン夫妻は大学に出勤したが、学長からは「もう教える必要はない」と告げられた。帰宅後にハロルドは銀行に出かけ、ポーリンが義父のヘンリーと昼食をとっているときに特高が踏み込んできて、彼女を逮捕。続けて官憲はハロルドと、女中の石上シゲをも検挙し、連行していった。夫妻の娘である双子の姉妹は師範学校付属小学校に登校していたが、ヘンリーとともに天使病院の施設に収容された。
実は、かねてから治安当局は、敵国のスパイと思われる人物、およびスパイに利用される可能性のある人物をリストアップしており、対英米開戦と同時に彼らを一斉検挙して取り調べるという戦時特別措置を計画していたのである。開戦当日に「外謀容疑者」として検挙された人物は、宮澤らを含めて126名にのぼった。ただし巻き添えを食った形の石上シゲは、数か月後に嫌疑不十分で釈放されている。

## 実刑判決
1942年（昭和17年）、軍機保護法違反の罪に当たるとして宮澤とハロルドに懲役15年、ポーリンに懲役12年の有罪判決が言い渡された。宮澤は旅行中に「探知」した軍事機密をレーン夫妻に「漏洩」し、夫妻はその機密を駐日アメリカ大使館に伝えたとされた。しかし実際のところ、宮澤が夫妻に語った内容は旅先での土産話に過ぎないと思われ、罪状の中で機密の漏洩として取り上げられた根室第一飛行場の存在も、公知の事実であった。
3人は潔白を訴えて大審院に上告するが、いずれも棄却されて実刑が確定した。この3人が課せられた刑は、類似の事例と比較しても特段に重いものであった。

## 服役と釈放
レーン夫妻は、しばらく北海道内で服役した。すでに父ヘンリーは1942年（昭和17年）2月に死去しており、双子の姉妹は同年6月の第1次交換船でアメリカへと送還された。夫妻も交換船に乗るべく横浜に移送されたものの、突然変更されて札幌に戻された。ふたりの帰国は、1943年（昭和18年）9月の第2次交換船まで待たねばならなかった。懲役期間の途中で解放された公的な理由は明らかではないが、アメリカ側で拘束された日本人スパイの身柄との交換だったのではないかと言われている。
一方、宮澤は網走刑務所で服役した。蟹錠や逆さ吊りなどの拷問を受け、弁護士から妥協を勧められても、宮澤は決してスパイの嫌疑を受け入れようとはしなかった。母親は、息子が逮捕された理由を北大総長（当時）の今裕に問い合わせたが、協力を拒否された。母親は毎月3分間の面会のために網走へと通い、妹の美江子も同行することがあった。
1945年（昭和20年）6月、宮澤は宮城刑務所へと移監される。終戦後の同年10月、GHQからの指令を受けた日本政府は、思想犯として収容されていた宮澤を釈放した。宮澤は1945年12月8日付で北大に復学願を提出し、さらにアメリカへの留学も考えていた。しかし彼の体は結核に侵されており、一連の事件の真相を明らかにするという望みも果たせないまま、1947年（昭和22年）2月22日、27歳で没した。

## レーン夫妻の再招聘
1949年（昭和24年）、中谷宇吉郎はアメリカ出張の折にレーン夫妻宅に宿泊し、ふたりが札幌への帰還を強く願っていることを聞かされた。
北大では夫妻の再招聘の声が挙がり、1951年（昭和26年）にハロルドは北大教養部の英語教師となり、続いてポーリンも北海道教育大学の教師として着任した。夫妻が訪日して真っ先に行ったことは宮澤家への訪問であったが、宮澤の母は夫妻を事件の元凶とみなしており、花束の受け取りを拒否してしまう。
1960年（昭和35年）、「英語教育の発展と国際平和・日米友好関係の促進への貢献」を理由として、日本政府はハロルドに勲五等瑞宝章を授与した。
ハロルドは1963年（昭和38年）に、ポーリンは1966年（昭和41年）に相次いで死去し、ふたりは札幌の円山の地に葬られた。
なおハロルドの死後、彼の蔵書をポーリンが北大に寄贈しており、北海道大学附属図書館の北図書館の一角に「レーン文庫コーナー」として遺されている。また、ふたりの退官後の生活支援の寄付金を基にして、1966年（昭和41年）にレーン記念奨学金が創設された。

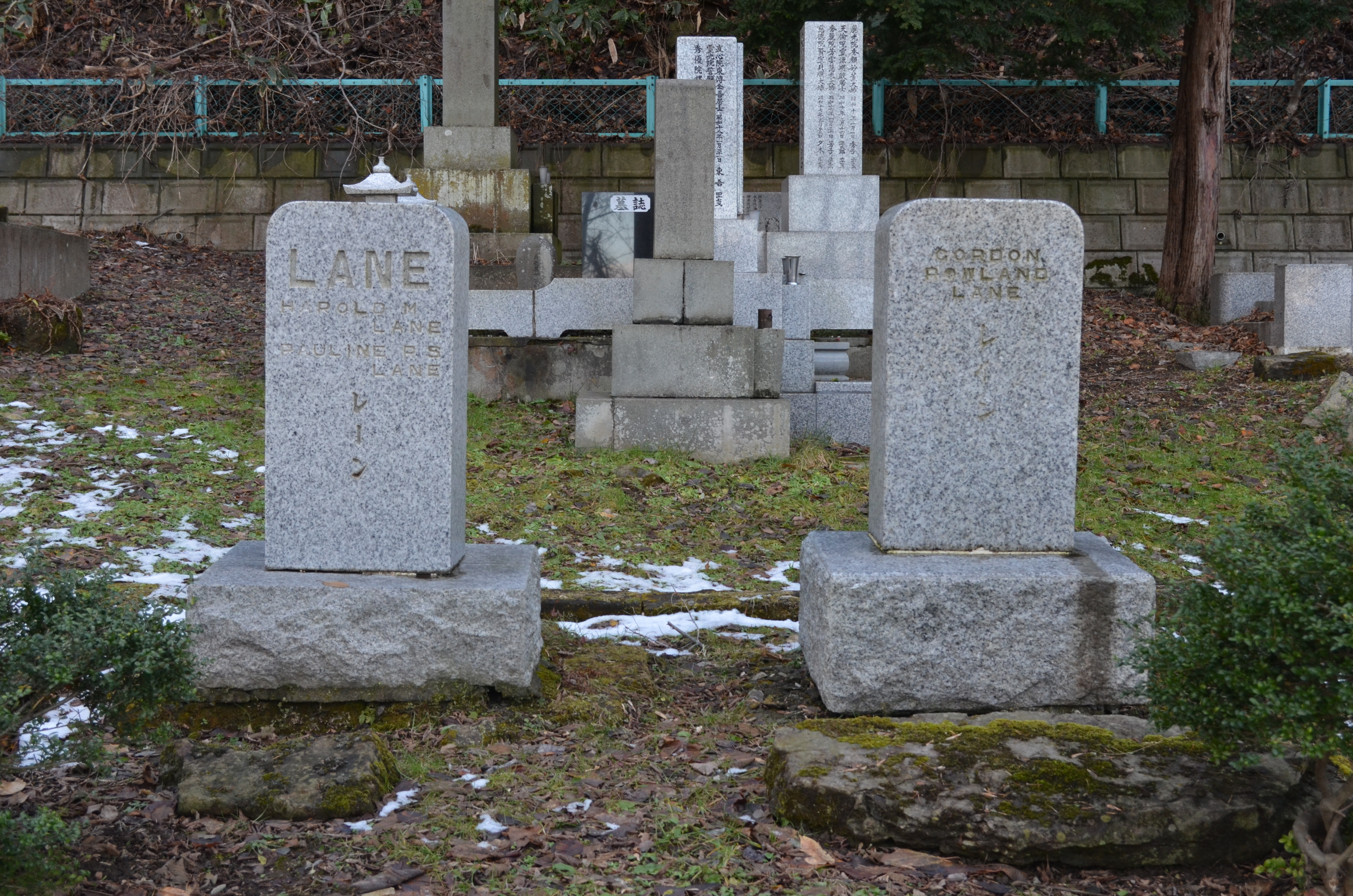
レーン夫妻の墓（左）
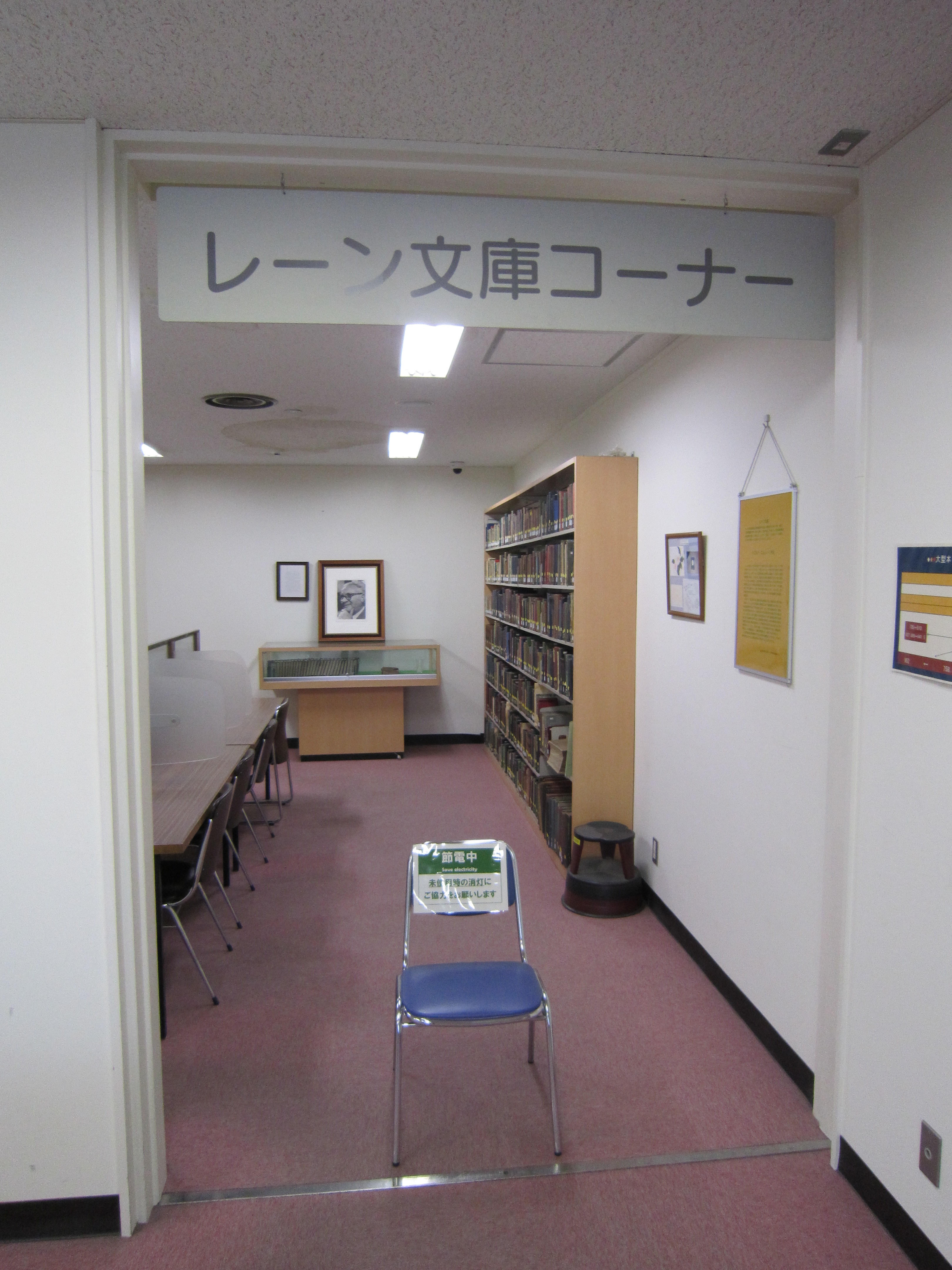
レーン文庫コーナー

## 事件の再検証
生前のレーン夫妻は、事件について語ることはなかった。もうひとりの当事者である宮澤が、詳細を語る前に病没してしまったこともあり、一連の出来事は長らく謎に包まれていた。ただ、宮澤の担当弁護士に対して裁判所が事件記録の焼却を求めており、日本国が事件の隠蔽を図っていたという側面もある。
1980年代になって弁護士の上田誠吉が、アメリカのデンバーに在住していた宮澤の妹の秋間美江子にたどり着き、その他の関係者への聞き取りや調査結果を著作の中で公開するに及んで、ようやく事件の存在が一般に知られるようになった。1987年（昭和62年）にレーン夫妻の墓所を訪ねた美江子は、母親の生前の非礼をふたりに詫びた。
1997年（平成9年）、レーン記念奨学金はレーン記念賞と改称され、学部1・2年次に英語の成績が優秀な学生を対象として、賞状・記念品・メダルを贈るようになった。
2012年（平成24年）、美江子は兄の遺品であるアルバムを北大に寄贈し、名誉の回復を訴えた。2014年（平成26年）5月の協議では、副学長（当時）が口頭で冤罪事件であることを認めている。2015年（平成27年）には宮澤記念賞が創設され、学部1年次の第二外国語の成績優秀者を対象として、賞状と記念品を贈るとされた。なお前述のレーン記念賞ともども、成績だけではなく「国際親善の精神にふさわしいこと」を授賞の条件としている。
しかし、北大の正史である『八十年史』『百年史』『百二十五年史』に事件に関する記述はほとんどなく、大学としての立場は明確ではなかった。「司法の判断は尊重すべき」という観点から、北大は冤罪の可能性への言及を避けてきたのである。
事件から80年の節目を迎えた2021年（令和3年）、北大は宮澤らの逮捕が「不合理な法運用」だったと認定し、冤罪事件であったことを実質的に認める方針を決定した。同年12月4日から2022年（令和4年）1月末にかけて、北海道大学総合博物館で事件に関する特別展を開催し、大学の立場を対外的に発信した。

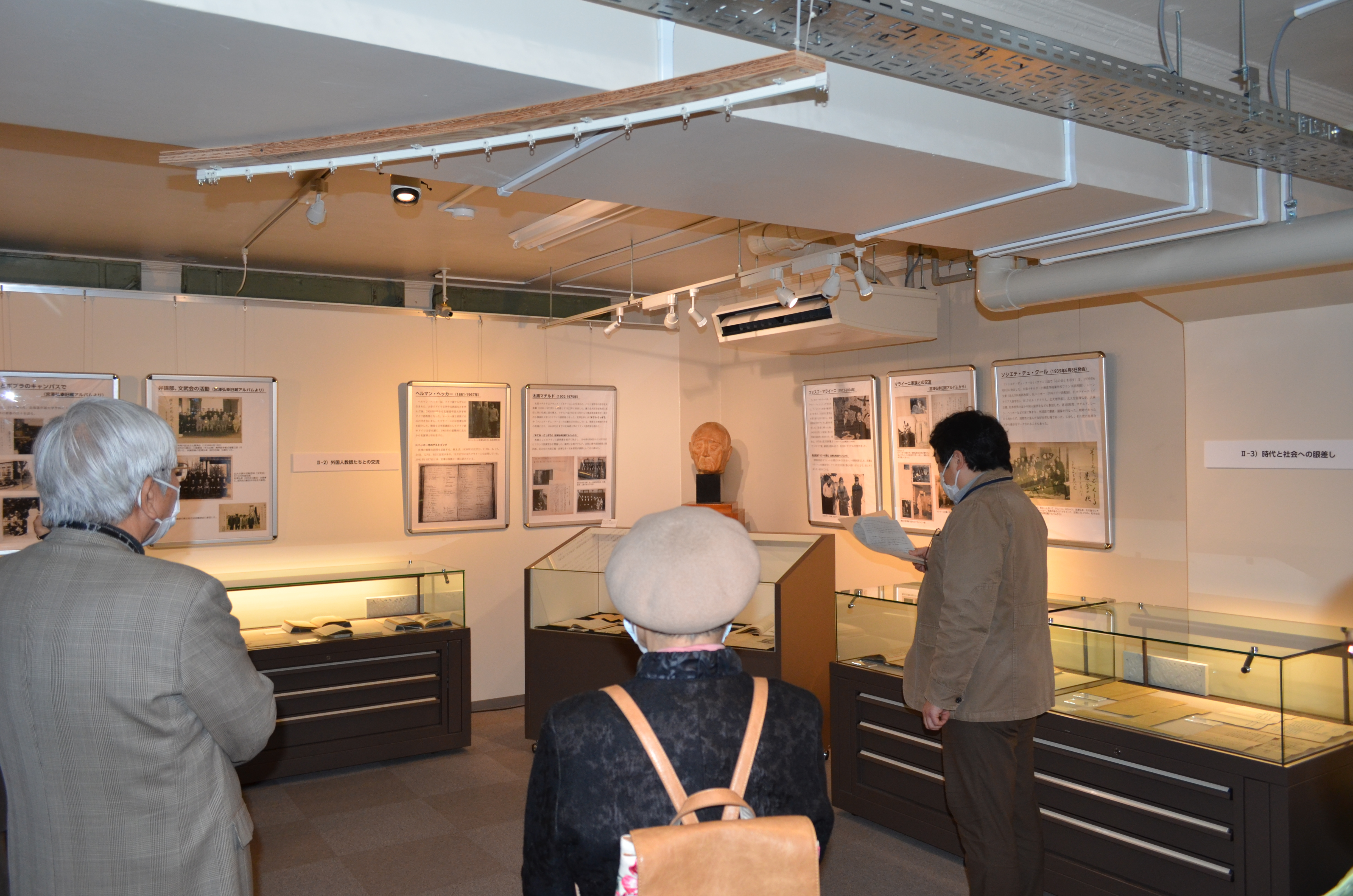
「宮澤・レーン事件」80周年特別展